# 彩虹7号无人机
彩虹七号（CH-7）是由中国航天科技集团十一院研制的一款高空长航时隐身无人机，采用具有典型隐形特性的飞翼构型， 翼展超过27米，能有效压缩敌方雷达的探测距离。最大起飞重量8吨，实用升限约为一万六千米。可在高对抗作战环境中执行侦察、情报获取以及为远距离武器打击提供目标指示等任务。

## 规格
基本信息
- 机组：0

性能